# Cao Tân (bộ lạc)
Cao Tân (chữ Hán: 高辛氏) là tên một quốc gia bộ lạc thời viễn cổ trong lịch sử Trung Quốc, vị trí của nước này nằm trên địa bàn phía tây huyện Hào Ấp tỉnh Hà Nam ngày nay.

## Những dấu ấn trong lịch sử
Sau khi đánh bại nước Cửu Lê giết chết Xi Vưu thì Hoàng Đế được đế Du Võng thiện nhượng làm thiên tử, ông phong cho con trai trưởng là Huyền Hiêu làm vua nước Cao Tân. Huyền Hiêu chết truyền ngôi cho Kiểu Cực, Kiểu Cực chết thì chuyển đến con là Cơ Tuấn. Giai đoạn Cơ Tuấn tại vị là thời kỳ phát triển thịnh vượng nhất của nước Cao Tân, ông đã ban bố ân trạch rất rộng rãi cho dân chúng và làm lợi cho vạn vật mà không hề nghĩ đến lợi ích riêng của cá nhân mình nên được thiên hạ hết sức hoan nghênh. Sắc mặt của ông hiền hòa, phẩm chất cao thượng, cử chỉ đúng mực, ăn mặc giản dị nên chú họ ông là Chuyên Húc quý trọng quyết định trao ngai vàng cho ông.
Sau khi Cơ Tuấn lên ngôi thiên tử thì lấy hiệu là đế Khốc, còn về phần nước Cao Tân thì các thế hệ sau không nhắc đến nước này lần nào nữa. Theo nhiều tư liệu lịch sử thì đế Khốc có sáu người con trai: Hậu Tắc được phong ở đất Thai, Tử Tiết được phân đất Thương, đế Chí nối ngôi cha, Y Kỳ Phòng Huân được ban đất Đào. Còn 2 người con khác là Át Bá và Thực Trầm vì hay cãi chửi nhau mà bị vua cha bắt đi đày mỗi người một nơi, vậy nước Cao Tân sau khi Cơ Tuấn làm thiên tử do ai kế tục và nó bị diệt vong thời gian nào vấn đề này cần phải có thời gian để các nhà sử học xác định mới có thể kết luận được.
Các vua Cao Tân:
1. Huyền Hiêu
2. Kiểu Cực
3. Đế Khốc

(các đời sau không rõ)